# Burgstall Oberntief
Der Burgstall Oberntief bezeichnet eine abgegangene mittelalterliche Wasserburg bei der Ortskirche St. Maria in der Nähe des  Dorfweihers in Oberntief, einem heutigen Gemeindeteil von Bad Windsheim im Landkreis Neustadt an der Aisch-Bad Windsheim in Bayern.
1328 wird mit der Burg ein bis 1406 in Oberntief ansässiger Schoder von Tief genannt. 1381 wurde die Burg durch Truppen der Reichsstadt Windsheim wegen Raubrittertums zerstört. 1406 verkauften die Ritter Hohenberg, denen auch die Burg Tief in Unterntief gehörte, und Schoder den Burgstall mit Wald und Feld an das Spital in Windsheim. 1447 wurde die Burg restlos abgebrochen. Im Winter 1886–87 wurden die Reste des Burgstall abgetragen und aus den dazugehörenden Gütern Bauernhöfe gegründet. Das ehemalige Burggasthaus ist heute das Gasthaus „Schwarzer Adler“.